# Éthique à Nicomaque
L’Éthique à Nicomaque (en grec ancien : Ἠθικὰ Νικομάχεια, Ethiká Nikomácheia) est un ouvrage d'Aristote qui traite de l'éthique, de la politique et de l'économie.
Il est, avec l’Éthique à Eudème et la Grande Morale (Magna Moralia, d'authenticité douteuse), l'un des trois principaux livres exposant la philosophie morale d'Aristote.
Aristote se propose ici de rechercher le sens ultime de la vie humaine, le souverain bien, c'est-à-dire le bonheur. Cette interrogation le pousse à s'interroger sur le genre de vie et les conduites les plus susceptibles de rendre heureux. La réflexion éthique appartient à la science politique, qui a pour objet la vertu (en grec ancien : ἀρετή, arété). La quête de la félicité individuelle l'invite ainsi à exposer les ressorts de l'amitié, de la justice et plus globalement d'une vie vertueuse ancrée dans la collectivité.
Dans l’Éthique à Nicomaque, Aristote définit la vertu comme disposition acquise volontairement, consistant, par rapport à nous, dans la mesure, définie par la raison conformément à la conduite d'un homme réfléchi. Puis, Aristote se concentre sur l'importance d'adopter un comportement continuellement vertueux, grâce à l'habitude de la pratique d'actes de ce genre.
L’Éthique à Nicomaque souligne l'importance des circonstances de l'action morale. Les situations étant particulières et contingentes dans le monde sublunaire, l'homme doit acquérir la vertu de phronesis (prudence, sagacité ou encore sagesse pratique), afin de nous aiguiller, de nous adapter, au moyen de règles générales (et non universelles).
Aristote affirme que le bonheur, qui se définit comme une activité conforme à la vertu, est la fin (télos) de la vie. Ainsi, l'homme bon est celui qui réalise correctement sa fonction naturelle (ergon), qui est d'exercer la partie rationnelle de son âme. Il s'agit de devenir véritablement un être humain grâce à un art (technè) spécifique, c'est-à-dire de développer ce qui en moi fait qu'on peut me reconnaître comme faisant partie de la communauté des êtres humains. Or, la vertu est ce qui définit l'homme en tant qu'homme (et non en tant que charpentier, musicien, etc.).

## Origine et composition du texte

### Titre

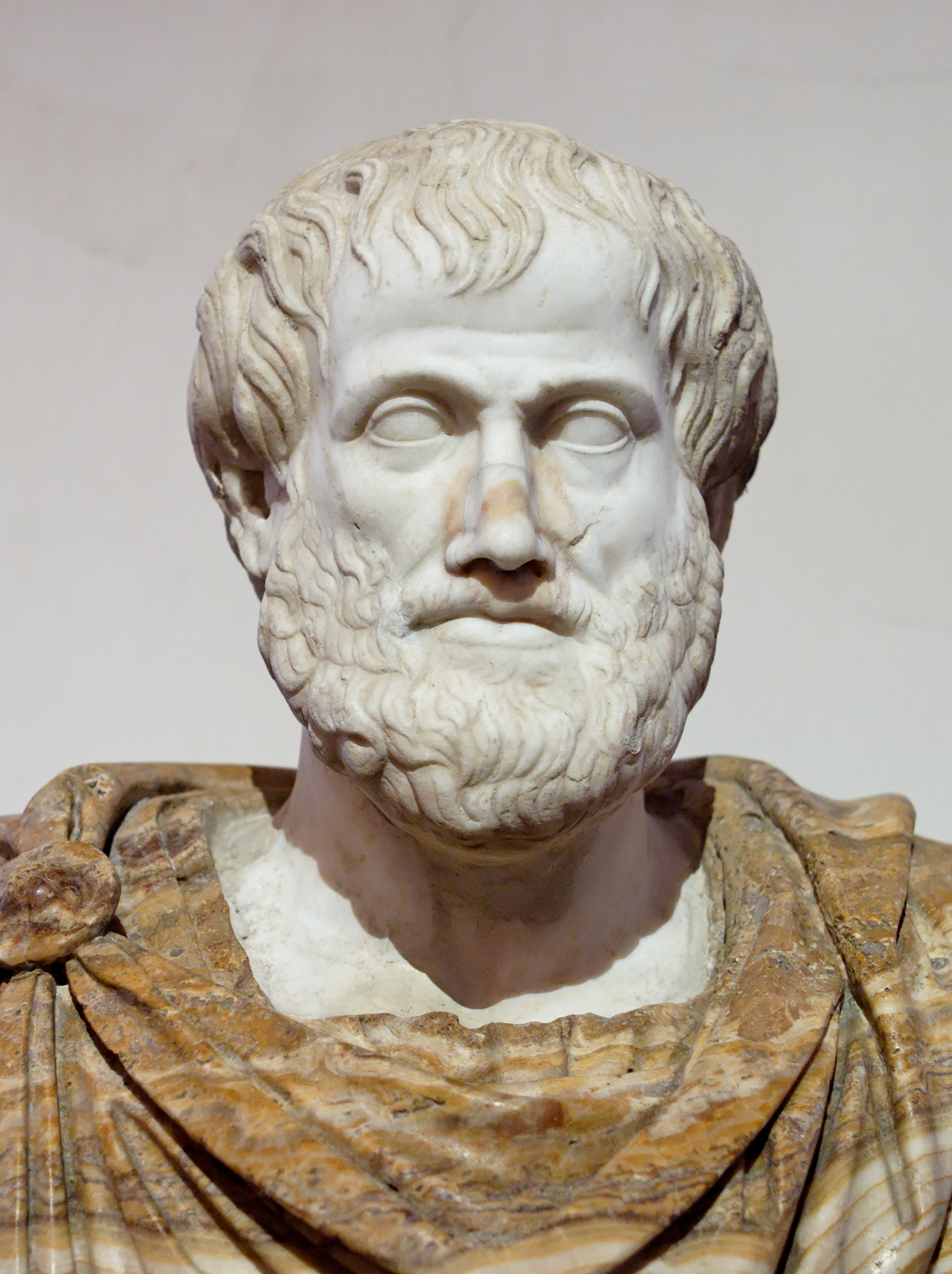
Aristote, auteur de l’Éthique à Nicomaque. Son père et son fils s'appellent tous deux Nicomaque.

Le titre de l'ouvrage, Éthique à Nicomaque (Ἠθικὰ Νικομάχεια, Ethiká Nikomácheia en grec ancien) résulte très probablement d'un choix tardif et n'éclaire pas les intentions de l'auteur. Il fait référence à l'éthique et à une personne, Nicomaque.
Le mot « éthique » vient du grec ἦθος, êthos, qui signifie « mœurs, coutume » ; l'éthique est alors la science des mœurs. Mais Aristote rapproche ce terme ἦθος d'un autre à la graphie voisine, ἔθος, éthos, qui signifie « habitude ». Cette notion d'« habitude » est centrale dans l'éthique aristotélicienne (contrairement à la notion de mœurs), car elle sert à définir la vertu : « la vertu éthique est en effet un « état » du sujet qui est en quelque sorte la cristallisation de bonnes habitudes, qui s'implantent d'autant mieux chez l'individu qu'il les acquiert tôt dans sa vie ».
Nicomaque est à la fois le nom de son fils (qu'Aristote a eu avec Herpyllis) et de son père. Néanmoins, la question de savoir si l’Éthique à Nicomaque est dédiée à Nicomaque (père ou fils) ou bien s'il s'agit d'une mention autre, est débattue ; Gweltaz Guyomarc'h semble indiquer que l’Éthique à Nicomaque est « dédiée » au fils d'Aristote ; selon Richard Bodéüs la mention de Nicomaque est plutôt le signe de son rôle important dans l'établissement du manuscrit. Ivan Gobry discute de l'existence de cette mention « à Nicomaque », et de la pertinence des deux titres utilisés pour traduire, Éthique à Nicomaque ou Éthique de Nicomaque (pour Jean Voilquin par exemple). Gobry se range à l'avis de Werner Jaeger, qui soutient qu'Aristote n'avait pas l'intention de publier son Éthique : ce traité n'était, à sa mort, qu'un cahier de notes en vue d’un exposé oral. De plus, à l’époque classique d’Aristote, la dédicace des traités était chose inconnue. Nicomaque, le fils d’Aristote, a été plutôt l'éditeur de l'ouvrage, selon le P. Gauthier, aidé par Théophraste (successeur d'Aristote à la tête du Lycée), entre 310 et 300. Gobry écrit que « l’Éthique de Nicomaque serait en même temps, et surtout, l’Éthique de Théophraste ». L’Éthique était en effet un cahier de notes, mises en forme par ses élèves dont Théophraste, qui découpa l'ouvrage en dix livres. Gobry propose de traduire le titre par Éthique Nicomachéenne, sur le modèle des Philippiques de Démosthène, des Catilinaires de Cicéron ou encore des Provinciales de Pascal, ce qui enlèverait selon l'historien l'ambiguïté de la paternité ou de la dédicace supposées de l'ouvrage.

### Forme du texte
La forme actuelle du texte, transmis par des copies médiévales, provient d'un arrangement éditorial dont la nature et l'importance restent difficiles à élucider.
Il n'existe pas de trace du découpage traditionnel en dix livres avant le Ier siècle av. J.-C. L'intervalle correspondant aux livres V à VII est commun aux livres IV à VI de l’Éthique à Eudème, sans que les commentateurs ne s'accordent sur le recueil primitif de ce passage. L'authenticité de l'exposé fait en revanche consensus, tant par sa structure que par son contenu. Selon Tricot, l’Éthique à Eudème aurait été rédigée à une époque antérieure à la fondation du Lycée, entre les années 348 à 355, et Aristote en aurait repris de larges morceaux dans son nouvel ouvrage.

## Plan et contenu

### Livre I: la recherche du bien suprême
Aristote range la réflexion sur l'éthique dans une science générale, architectonique : la politique. Il écrit en effet que « le bien relève de la science souveraine, de la science la plus fondamentale de toutes. Et celle-là, c'est précisément la science politique ». Le préfacier de la traduction de Barthélemy-Saint-Hilaire, Alfredo Gomez-Muller explique que l'éthique est un savoir à la fois théorique et pratique et qu'elle s'identifie à la politique. La politique est la science qui a pour objet la vertu, or la vertu personnelle ne peut être pensée selon Aristote séparément de la vertu générale. Ainsi, la définition aristotélicienne et plus généralement grecque de l'éthique ignore « la dichotomie moderne qui sépare radicalement la sphère du « privé » [...] de la sphère « publique » ». Le philosophe, selon Gomez-Muller, est directement intéressé par les affaires publiques. Son objectif n'est pas, dans ce livre I, de s'adonner à la contemplation hors de la vie de la cité, mais il doit « s'efforcer d'acquérir la science du législateur (nomothétique) [...] ».
Dans le livre I, Aristote cherche à définir le bien (en grec ancien : ἀγαθόν, agathon), se demande quelles sont ses causes, et s'il existe un bien générique ou plusieurs biens homonymes entre eux. Pour Pierre Pellegrin, spécialiste du Stagirite, Aristote conteste « l'existence d'un Bien unique » à la manière de Platon. Il s'appuie sur sa propre théorie des catégories, qui divisent l'être en général en dix genres suprêmes irréductibles les uns aux autres, créant ainsi une multiplicité qui ne se laisse pas ramener à une Idée ou Forme unique : « Ainsi évidemment le bien n'est pas une sorte d'universel commun à toutes [les catégories] ; il n'est pas un, car s'il l'était, on ne le retrouverait pas dans toutes les catégories, et il serait dans une seule exclusivement ». Aristote donne l'exemple de plusieurs biens correspondant à plusieurs arts ou techniques pour illustrer cela : la victoire pour la stratégie militaire, la santé pour la médecine. Même dans une seule catégorie, comme la quantité, il y a plusieurs sciences correspondant à plusieurs biens : la science médicale fixe la mesure en ce qui concerne les aliments à ingérer, la science gymnastique la mesure en termes d'exercices corporels à pratiquer.
Aristote substitue à l'Idée platonicienne unique et séparée, une hiérarchie des biens avec à son sommet un bien suprême auquel les autres sont subordonnés comme des moyens à une fin (τέλος, télos). Il refuse en effet l'extrême inverse de la réduction des biens particuliers à un Bien en soi, qui est l'homonymie entre les biens (par exemple « les honneurs, la pensée, le plaisir » : ils n'auraient rien de commun entre eux, sauf le nom). Aristote dit à propos des biens que « ce ne sont pas là certainement de ces homonymes, de ces équivoques que crée le hasard ». Pour unifier la notion de bien sans recourir à l'Idée séparée, Aristote cherche ce qui est commun aux biens sans interdire leur diversité dans la pratique : « tout bien se définit par rapport à un « acte » (en grec ancien : ἔργον / ergon) : le bien de la médecine par rapport à la guérison des patients... ». Le bonheur en général, ajoute Pierre Pellegrin, correspond à l'acte de l'homme (et non plus seulement du médecin, du gymnaste ou du stratège) : être vertueux. Il y a donc un « bien au-dessus de tous les autres », et la hiérarchie des biens correspond à la hiérarchie des arts. Pellegrin prend l'exemple aristotélicien de la guerre, qui ne peut être une fin en soi, mais est subordonnée au bien de la cité. Aristote résume sa conception du bien ainsi : « Le bien, la perfection pour chaque chose varie suivant la vertu spéciale de cette chose. Par suite, le bien propre de l'homme est l'activité de l'âme dirigée par la vertu ; et, s'il y a plusieurs vertus, dirigée par la plus haute et la plus parfaite de toutes ».

### Livres II, III et IV: théorie et analyse des vertus
Dans le livre II, Aristote recherche ce qu'est la vertu. Le chapitre 4 a défini vice et vertu comme des états habituels (ἕξεις) du caractère, et établi la distinction entre « les trois choses que l’on trouve dans l’âme », à savoir états habituels (ἕξεις), facultés (δυνάμεις) et passions (πάθη). Les états habituels correspondent à « notre comportement bon ou mauvais relativement aux affections »; les facultés correspondent aux « aptitudes qui font dire de nous que nous sommes capables d'éprouver [ces passions] »; enfin, les passions correspondent à « toutes les inclinations accompagnées de plaisir ou de peine ». Or, à la différence des facultés, vice et vertu ne sont pas par nature : ils sont le fruit d’un exercice et d’une activité de l’agent qui en est donc pleinement responsable. Au moment de définir la vertu, Aristote évoque le rôle primordial de l’habitude qui seule est susceptible d’actualiser et de favoriser la naissance de bonnes dispositions chez les citoyens. Il peut ainsi définir la vertu à partir de la notion de juste milieu. Voilà qui est résumé dans la fin de ce chapitre du livre II par une référence langagière qu'emploie Aristote : « de là vient notre habitude de dire en parlant des œuvres bien réussies, qu'il est impossible d'y rien retrancher ni d'y rien ajouter, voulant signifier par là que l'excès ou le défaut détruisent la perfection, tandis que la médiété la préserve. »
Dans le livre III, Aristote se demande ce qu'est une action « volontaire ». La notion de volonté n'existe pas encore en un sens technique et précis du terme, comme chez Augustin d'Hippone. Selon Gauthier et Jolif, éditeurs dominicains de l’Éthique, Aristote lui-même ne parvient pas complètement à l'élaborer, il s'en tient à des termes familiers comme « agir de son plein gré », « faire exprès », « agir volontiers », « de bon cœur ».

### Livre V: la vertu de Justice
La thèse d'Aristote est que la Justice est la vertu souveraine, celle par laquelle l'homme accomplit sa finalité éthique. L'argument repose sur un examen rigoureux de la notion de Justice.

#### Justice universelle et justice particulière
Aristote commence par définir la Justice de manière intuitive : « Nous observons que tout le monde entend signifier par justice cette sorte de disposition qui rend les hommes aptes à accomplir les actions justes, et qui les fait agir justement et vouloir les choses justes ; de la même manière, l’injustice est cette disposition qui fait les hommes agir injustement et vouloir les choses injustes. » Se pose alors la question de savoir ce qui relève effectivement d’une action « juste », et ce qui peut effectivement être considéré comme « injuste ».
Le point de départ de l’argumentation réside en la distinction entre les actions et choses appelées « justes » car conformes à la loi, auquel cas la notion de Justice renvoie à l’idée de légalité, et celles considérées « justes » car équitables, auquel cas la notion de Justice s’entend comme expression de l’égalité. Réciproquement, « on considère généralement comme étant injuste à la fois celui qui viole la loi, celui qui prend plus que son dû, et enfin celui qui manque à l’égalité, de sorte que de toute évidence l’homme juste sera à la fois celui qui observe la loi et celui qui respecte l’égalité. »
Selon Aristote, la justice-légalité est la Justice totale, ou universelle, dans la mesure où toutes les actions prescrites par la loi visent le bien commun, l’intérêt de tous les membres de la communauté politique, du moins pourvu que la loi ait été correctement établie. Par conséquent, vivre conformément à des lois bien pensées équivaut à vivre de manière éthique : « Cette forme de justice, alors, n’est pas une partie de la vertu, mais la vertu tout entière, et son contraire, l’injustice, n’est pas non plus une partie du vice, mais le vice tout entier. »
Par suite, la justice-égalité n’est qu’une justice partielle, ou particulière, car tout ce qui n’est pas équitable est - ou devrait être - nécessairement contraire à la loi, tandis que tout ce qui est contraire à la loi n’est pas nécessairement inéquitable. La justice entendue comme égalité porte le même nom que la justice entendue comme légalité, mais la première est donc en réalité partie de la seconde. Réciproquement, pour l’injustice, « tandis que l’injustice au sens partiel a rapport à l’honneur ou à l’argent ou à la sécurité (ou quel que soit le nom dans lequel nous pourrions englober tous ces avantages) et qu’elle a pour motif le plaisir provenant du gain, l’injustice prise dans sa totalité a rapport à toutes les choses sans exception qui rentrent dans la sphère d’action de l’homme vertueux. »
Il apparaît que, pour Aristote, la Justice, universelle ou particulière, ne se comprend que dans le rapport à autrui. Si, en effet, la Justice est la vertu souveraine par laquelle l’homme accomplit sa finalité éthique, il est entendu que l’homme n’est envisagé que comme faisant partie d’une communauté politique. Or, « beaucoup de gens sont capables de pratiquer la vertu dans leurs affaires personnelles, mais dans celles qui, au contraire, intéressent les autres, ils en demeurent incapables. » Aristote poursuit en examinant plus avant la justice particulière, celle qui renvoie à l’idée d’égalité.
La justice particulière se divise en deux, avec d’une part la justice distributive, « celle qui intervient dans la distribution des honneurs, ou des richesses, ou des autres avantages qui se répartissent entre les membres de la communauté politique » et, d’autre part, la justice corrective, « celle qui réalise la rectitude dans les transactions privées. » La justice corrective pouvant elle-même consister soit en des transactions volontaires, « les actes tels qu’une vente, un achat, un prêt de consommation, une caution, un prêt à usage, un dépôt, une location », c’est-à-dire les actes consentis, soit en des transactions involontaires, c’est-à-dire des actes non-consentis. Parmi les actes non-consentis, il convient encore de distinguer ceux qui sont clandestins, « tels que vol, adultère, empoisonnement, prostitution, corruption d’esclave, assassinat par ruse, faux témoignage », de ceux qui sont violents, « tels que voies de fait, séquestration, meurtre, vol à main armée, mutilation, diffamation, outrage. »

#### La justice comme moyen
Aristote présente la justice comme un moyen. Selon lui, la justice fait intervenir au moins quatre termes : « Les personnes pour lesquelles elle se trouve en fait juste, et qui sont deux, et les choses dans lesquelles elle se manifeste, au nombre de deux également ». Le juste se trouve ainsi entre ce qui est trop et ce qui est trop peu, et implique toujours déjà une distribution entre deux personnes.
Dans la plupart des cas, toutefois, la distribution n'est pas évidente, car « si, en effet, les personnes ne sont pas égales, elles n’auront pas des parts égales ; mais les contestations et les plaintes naissent quand, étant égales, les personnes possèdent ou se voient attribuer des parts non égales, ou quand, les personnes n’étant pas égales, leurs parts sont égales ». La justesse de la distribution fait donc en quelque sorte intervenir l'idée de valeur relative, et cette idée que les parties prenantes puissent ne pas mériter le même traitement est au cœur de la distinction entre le juste distributif et le juste correctif.
Le juste distributif, d’une part, est la proportion dans la distribution des richesses, honneurs, et tout ce que la communauté politique octroie à ses membres ; autrement dit, chacun a le droit de recevoir en proportion de sa contribution à la communauté, quelle que soit la manière dont la communauté considérée évalue la mesure dans laquelle ses membres sont méritants. Réciproquement, l’injuste est ce qui est en dehors de la proportion : « L’injuste peut donc être soit le trop, soit le trop peu, et c’est bien là ce qui se produit effectivement, puisque celui qui commet une injustice a plus que sa part du bien distribué, et celui qui la subit moins que sa part. S’il s’agit du mal c’est l’inverse : car le mal moindre comparé au mal plus grand fait figure de bien, puisque le mal moindre est préférable au mal plus grand ; or ce qui est préférable est un bien, et ce qui est préféré davantage, un plus grand bien ».
Le juste correctif, d’autre part, concerne les transactions privées, qu’elles soient volontaires ou involontaires. La différence d’avec le juste distributif réside donc en ce que la proportion que le juste correctif fait intervenir est arithmétique ; il n’est plus question de valeurs relatives, mais de gains et de pertes. Le problème provient de la nature arithmétique des transactions privées, qui ne tient pas compte des mérites des parties prenantes : « Peu importe, en effet, que ce soit un homme de bien qui ait dépouillé un malhonnête homme, ou un malhonnête homme un homme de bien, ou encore qu’un adultère ait été commis par un homme de bien ou par un malhonnête homme : la loi n’a égard qu’au caractère distinctif du tort causé, et traite les parties à égalité, se demandant seulement si l’une a commis, et l’autre subi, une injustice, ou si l’une a été l’auteur et l’autre la victime d’un dommage ». La justice comme moyen va ici s’incarner dans la figure du juge qui va restaurer l’égalité : « Il est à cet égard comme d’une ligne divisée en deux segments inégaux : au segment le plus long le juge enlève cette partie qui excède la moitié de la ligne entière et l’ajoute au segment le plus court ; et quand le total a été divisé en deux moitiés c’est alors que les plaideurs déclarent qu’ils ont ce qui est proprement leur bien, c’est-à-dire quand ils ont reçu l’égal. Et l’égal est moyen entre ce qui est plus grand et ce qui est plus petit selon la proportion arithmétique ».

#### Réciprocité et justice
Aristote considère qu'il est problématique de soutenir que la réciprocité est justice. La raison en est que la réciprocité ignore les mérites des parties prenantes aussi bien que ce qui motive la cause du dommage. Il en résulte que réciprocité et justice corrective sont souvent en désaccord, ne serait-ce que parce qu'il serait injuste de punir également l'acte volontaire et l'acte involontaire par exemple. Aristote précise : « Mais dans les relations d’échanges, le juste sous sa forme de réciprocité est ce qui assure la cohésion des hommes entre eux, réciprocité toutefois basée sur une proportion et non sur une stricte égalité ». Il existe donc une application proportionnelle du principe de réciprocité, et « c’est cette réciprocité-là qui fait subsister la cité : car les hommes cherchent soit à répondre au mal par le mal, faute de quoi ils se considèrent en état d’esclavage, soit à répondre au bien par le bien, − sans quoi aucun échange n’a lieu, alors que c’est pourtant l’échange qui fait la cohésion des citoyens ». Dans cette optique, la réciprocité n’est pas nécessairement synonyme de justice, mais une réciprocité proportionnelle est juste au moins déjà parce qu’elle est au fondement de la communauté politique, qui n’est autre chose qu’une communauté d’intérêts, et la péréquation de besoins justement réciproques.

#### La justice politique

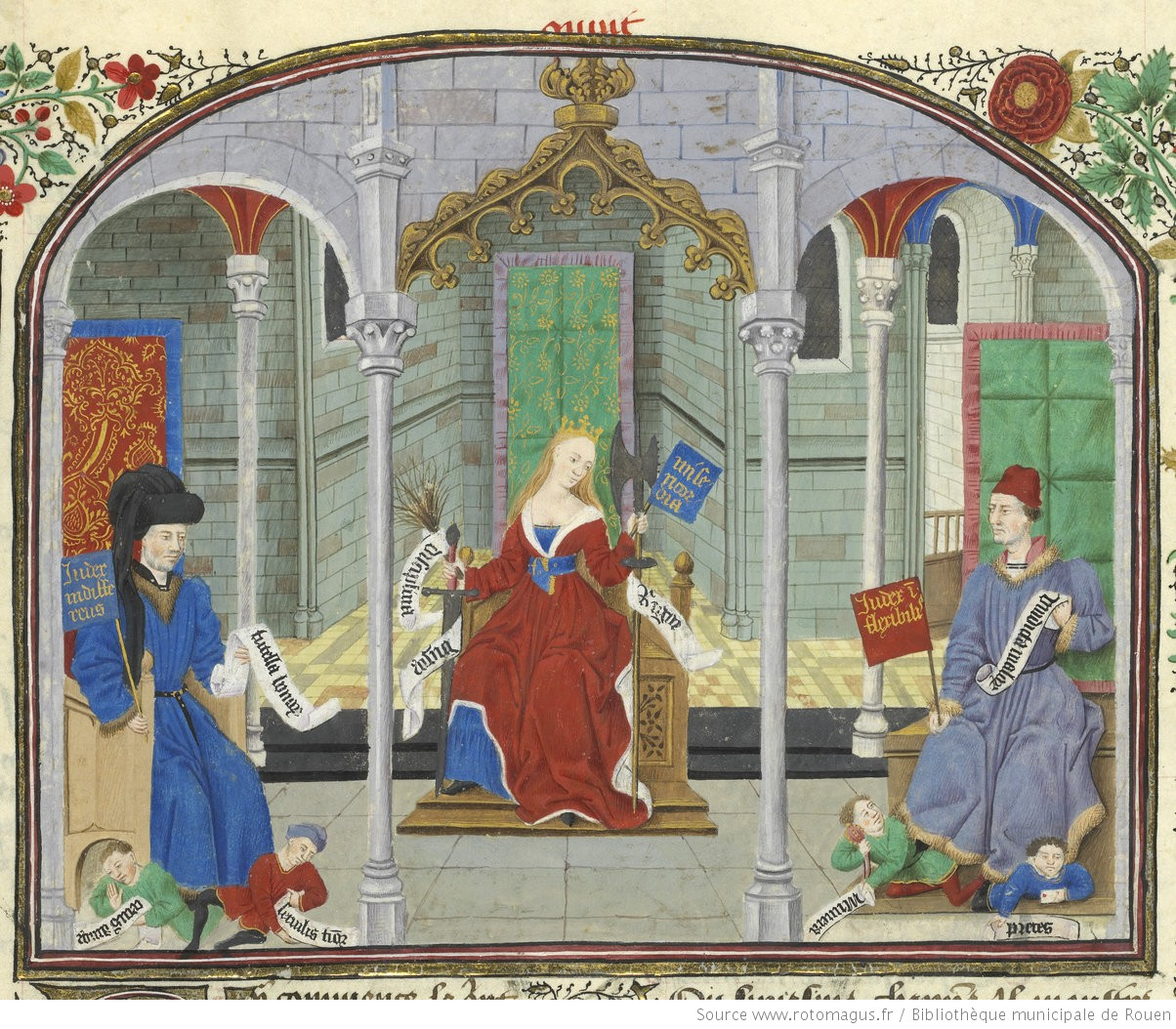
Illustration du livre V, manuscrit du XVe siècle conservé à la bibliothèque municipale de Rouen : Théorie de la justice.

Aristote définit la justice politique, sa préoccupation majeure, comme « cette forme du juste qui doit régner entre des gens associés en vue d’une existence qui se suffise à elle-même, associés supposés libres et égaux en droits, d’une égalité soit proportionnelle, soit arithmétique, de telle sorte que, pour ceux ne remplissant pas cette condition il n’y a pas dans leurs relations réciproques, justice politique proprement dite, mais seulement une sorte de justice prise en un sens métaphorique ». La justice politique est donc la justice universelle de ceux dont les relations sont réglées par les lois ; elle peut être naturelle ou légale.
La justice politique naturelle désigne « celle qui a partout la même force et ne dépend pas de telle ou telle opinion », tandis que la justice politique légale désigne « celle qui à l’origine peut être indifféremment ceci ou cela, mais qui une fois établie, s’impose ». Il existe donc des lois naturelles, dont la validité est de toute éternité, en Grèce ou en Perse, et des lois artificielles, que les hommes ont dessinées pour se gouverner là où leur communauté est installée. Il en va de même pour les formes de gouvernements, qui changent d’une cité à l’autre, cependant qu’il n’y en a qu’une seule qui soit partout naturellement la meilleure.

#### Justice et volonté
L’examen de la notion de Justice se conclut par la conjugaison avec la notion de volonté. La nature de la Justice ayant été définie, dans son acception universelle comme dans ses ramifications particulières, puis mise en relation avec l’idée de réciprocité et la question de la justice politique, Aristote souhaite distinguer les actes justes ou injustes volontaires des actes justes ou injustes involontaires. Sa thèse est la suivante : les actions justes ou injustes commises volontairement sont véritablement justes ou injustes ; au contraire, les actions involontaires justes ou injustes ne sont justes ou injustes que de manière accidentelle.
Est volontaire ce qui est accompli en connaissance de cause, et un acte volontaire peut être réfléchi ou irréfléchi, c’est-à-dire avoir été précédé d’une délibération ou non. Par suite il faut distinguer trois sortes d’actes dommageables : en premier lieu, l’acte dommageable résultant d’un acte involontaire ; celui résultant d’un acte volontaire mais qui n’est pas prémédité, auquel cas il s’agit d’une injustice commise par un homme qui n’est pas nécessairement lui-même ni injuste ni méchant ; et celui résultant d’un acte volontaire et qui est prémédité, auquel cas il s’agit d’une injustice commise par un homme qui est lui-même injuste et méchant.
Cette distinction finale a pour conséquence d’éclairer l’administration de la justice : « Des actions involontaires, enfin, les unes sont pardonnables, et les autres ne sont pas pardonnables. En effet, les fautes non seulement faites dans l’ignorance, mais qui encore sont dues à l’ignorance, sont pardonnables, tandis que celles qui ne sont pas dues à l’ignorance, mais qui, tout en étant faites dans l’ignorance, ont pour cause une passion qui n’est ni naturelle ni humaine, ne sont pas pardonnables.»
De manière analogue, l’homme éthique est celui qui a pour habitude consciente d’être invariablement et volontairement juste dans son rapport à autrui.

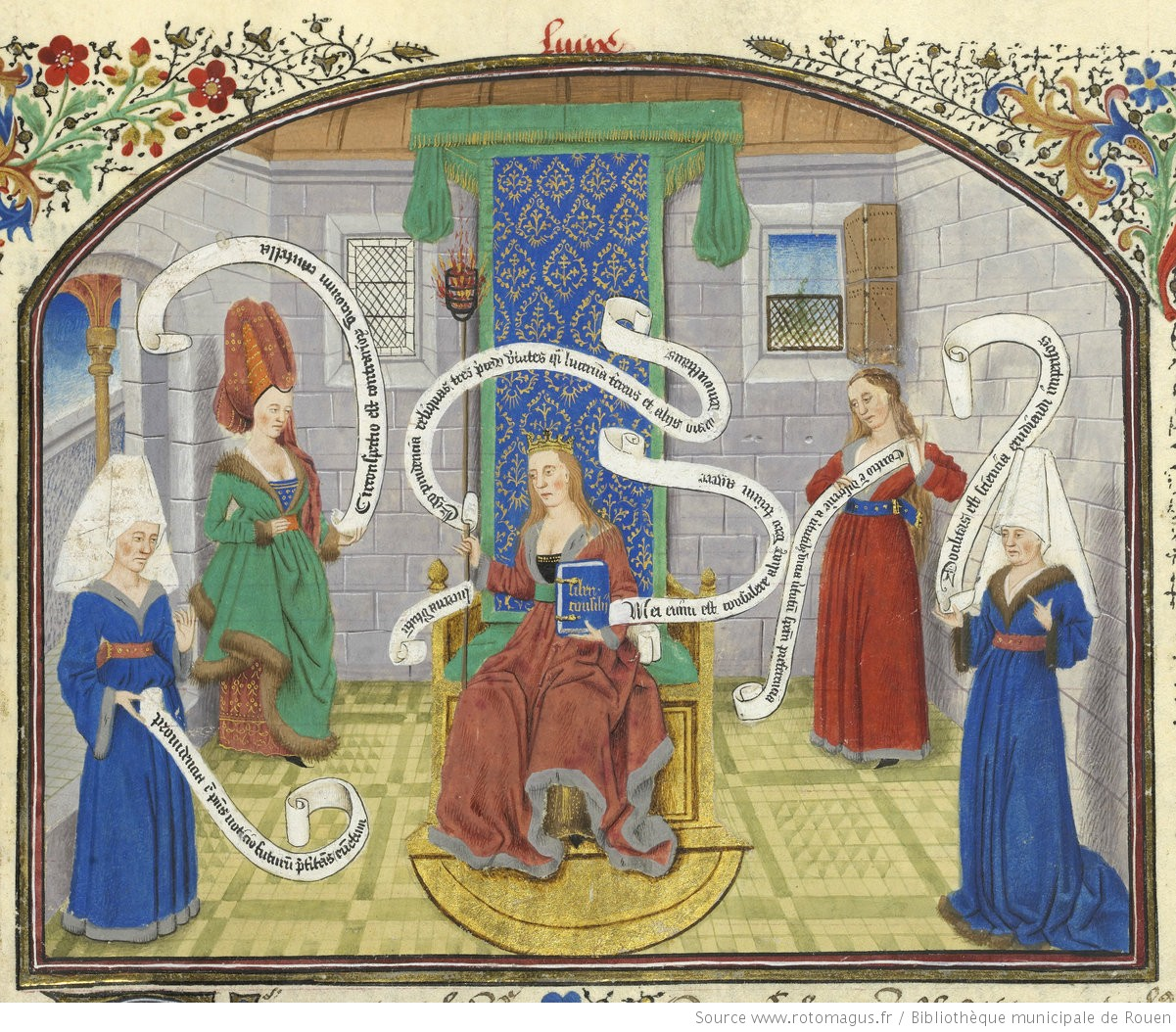
Illustration du livre VI, manuscrit du XVe siècle conservé à la bibliothèque municipale de Rouen.

### Livre VI: les vertus spécifiquement intellectuelles
Le livre VI de l'Éthique est consacré à l'étude de cinq vertus intellectuelles (ou « dianoétiques »), qui sont : l'art (τέχνη, technè en grec ancien), la science (ἐπιστήμη, épistémè), la prudence (φρόνησις, phronesis), la sagesse (σοφία, sophia) et l'intellect (νοῦς, noûs).
Aristote évoque dans le livre VI (chapitre 13) le « syllogisme de l'action », qui est discuté par G. E. M. Anscombe dans L'Intention. Un syllogisme pratique ou syllogisme de l'action est un syllogisme dont la conclusion est une action, et non une conclusion seulement théorique. Un exemple de syllogisme pratique est étudié par Aristote dans le livre VII (chapitre 5).

### Livre VII: l'intempérance et le plaisir
L'étude du plaisir est fondamentale pour l'éthique car c'est lui qui va nous faire juger de la bonté d'une chose. Le plaisir prend un sens très étendu chez Aristote puisqu'il ne se réduit pas au plaisir corporel. Aussi précise-t-il que le plaisir peut avoir un sens moral et que ce n'est que l'abus de plaisir qui a conduit nombre de philosophes à le condamner. Il faut faire la différence entre l'homme intempérant, qui est vaincu par ses désirs (un homme colérique par exemple, qui est emporté par son ardeur), et l'homme débauché qui fait preuve de mollesse (un homme qui se complaît dans la recherche du plaisir). Si l'intempérant a un comportement moralement "neutre" qui se situe entre le vice et la vertu (il fait surtout preuve de faiblesse), l'homme débauché est condamnable car il ne cherche pas à maîtriser ses désirs. Le plaisir concerne à la fois le sensible et l'intelligence, il se caractérise par un désir de vivre sans entraves. Tous les êtres vivants recherchent le plaisir, y compris les animaux. Même si les objets du plaisir ne sont pas les mêmes selon les êtres, la nature du plaisir reste toujours la même. Le plaisir est compris comme un principe métaphysique à l'origine du vivant : tous les êtres ont quelque chose de divin en eux, qui est l'aspiration à vivre sans entraves.

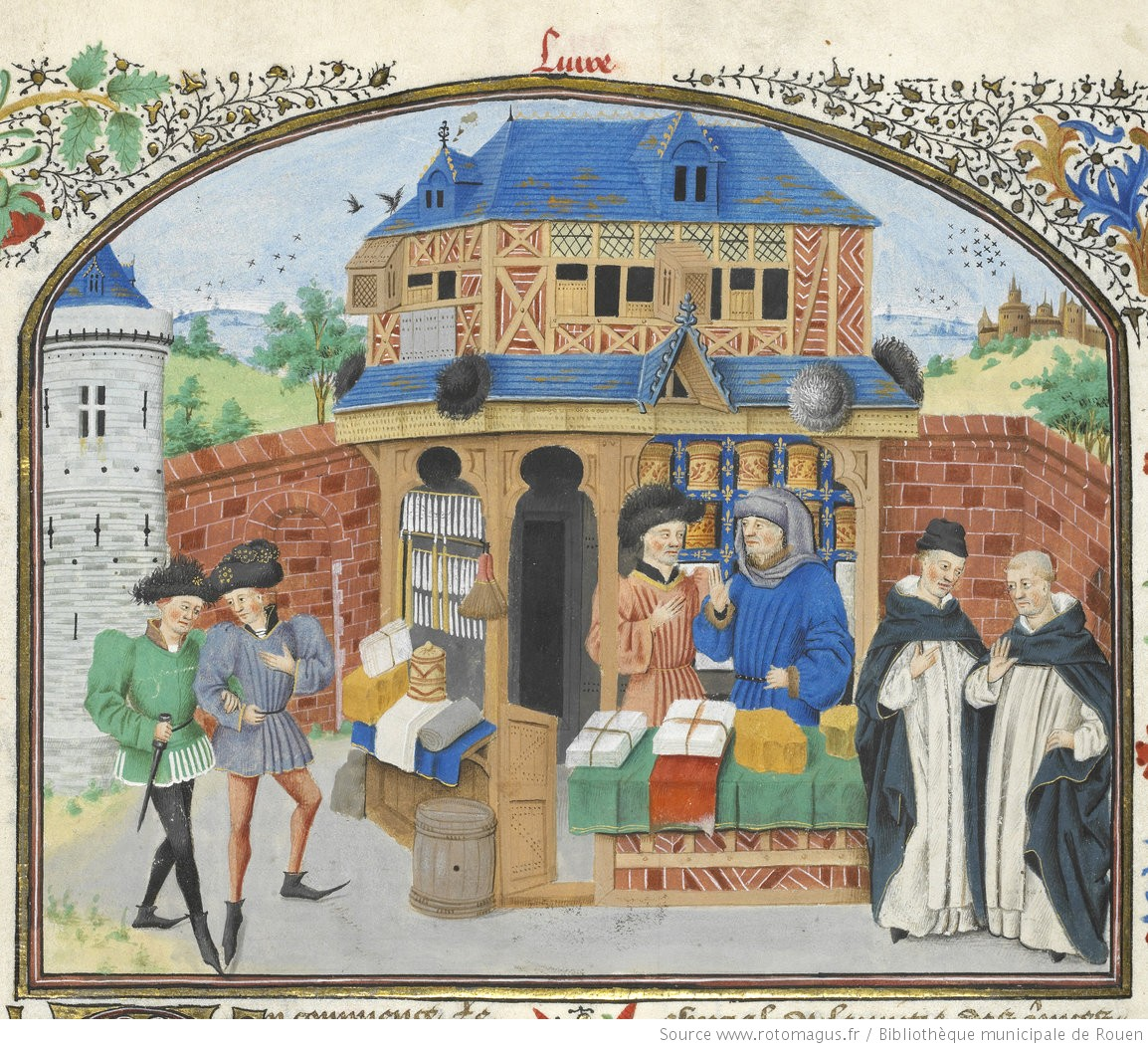
Illustration du livre VIII, manuscrit du XVe siècle conservé à la bibliothèque municipale de Rouen : les trois espèces d'amitié.

### Livres VIII et IX: l'amitié
Extraits : 

« L'amitié parfaite est celle que nouent les hommes bons les uns avec les autres et ceux qui se ressemblent sur le plan de la vertu. Ces gens-là, en effet, se veulent mutuellement du bien de la même manière, parce qu'ils sont bons et le sont par essence. Mais ceux qui veulent du bien à leurs amis dans l'intérêt de ces derniers touchent au sommet de l'amitié. Ces amis, en effet, s'aiment pour ce qu'ils sont et non par accident. Leur amitié dure aussi longtemps qu'ils sont bons, or la vertu est immuable . »

« Un autre point fait débat concernant l'homme heureux : a-t-il oui ou non besoin d'amis ? On dit en effet que les gens bienheureux n'ont pas besoin d'amis et qu'ils se suffisent à eux-mêmes : ils sont déjà pourvus de tous les biens et, dans la mesure où ils se suffisent à eux-mêmes, n'ont donc besoin de personne. Or le rôle d'un ami - cet autre soi-même - consiste à apporter ce qu'on est incapable de se procurer par soi-même . »

### Livre X: la vie contemplative
Extraits : 

« Mais si le bonheur est une activité conforme à la vertu, il est rationnel qu'il soit activité conforme à la plus haute vertu et celle-ci sera la vertu de la partie la plus noble de nous-mêmes. Que ce soit donc l'intellect ou quelque autre faculté qui soit regardé comme possédant par nature le commandement et la direction et comme ayant la connaissance des réalités belles et divines, qu'au surplus cet élément soit lui-même divin ou seulement la partie la plus divine de nous-mêmes, c'est l'acte de cette partie selon la vertu qui lui est propre qui sera le bonheur parfait. Or que cette activité soit théorétique, c'est ce que nous avons dit. »

« si l'activité de l'intellect, activité contemplative, paraît bien à la fois l'emporter sous le rapport du sérieux et n'aspirer à aucune autre fin qu'elle-même, et posséder un plaisir achevé qui lui est propre (et qui accroît au surplus son activité) si enfin la pleine suffisance, la vie de loisir, l'absence de fatigue (dans les limites de l'humaine nature), et tous les autres caractères qu'on attribue à l'homme jouissant de la félicité, sont les manifestations rattachées à cette activité : il en résulte que c'est cette dernière qui sera le parfait bonheur de l'homme, — quand elle est prolongée pendant une vie complète puisque aucun des éléments du bonheur ne doit être inachevé. »

## Postérité

### Commentaires antiques et médiévaux
L’Éthique à Nicomaque, avec les autres écrits connus d'Aristote largement diffusés dans l'Empire chrétien d'Orient, a suscité d'importants commentaires grecs d'Aspasios[réf. nécessaire], d’Héliodore d'Émèse, d'Eustrate de Nicée et de Michel d'Éphèse,. La pensée d'Aristote a ensuite été reprise par les chrétiens syriaques (en) qui en ont établi des traductions entre les IVe et VIIe siècles ; en Occident au XIIe siècle, Aristote était connu ; enfin, des philosophes arabo-musulmans, dont Averroès ont ensuite étudié ces traductions. 
Thomas d'Aquin en a fait un commentaire au XIIIe siècle. Un autre commentaire très important est celui de Sylvester Maurus, au XVIIe siècle.
L’Éthique à Nicomaque a engendré l'une des principales branches de la philosophie, l'éthique (fondée conjointement avec Platon, les stoïciens et les épicuriens). Pour Pierre Pellegrin, « L'éthique, comme partie de la philosophie, est considérée par Aristote comme une science pratique – dont le résultat n'est pas extérieur à l'agent – [...] placée sous la dépendance de la politique ».

### Économie
L’Éthique à Nicomaque a inspiré la pensée économique médiévale, notamment l'école de Salamanque au XVIe siècle. Ainsi que les classiques français[réf. nécessaire].
Aristote et son Éthique est une influence importante pour l'école autrichienne d'économie fondée par Carl Menger. Gilles Dostaler, spécialiste de cette école, écrit en parlant de Carl Menger que « C'est au Stagirite qu'il emprunte sa conception de la nature causale de tout processus, sa conviction en vertu de laquelle la connaissance doit saisir des essences derrière l'apparence phénoménale, comme celle de l'existence de lois exactes qui s'imposent en dépit de la liberté humaine ».

### Phénoménologie
Hannah Arendt, dans les deux premiers chapitres de Condition de l'homme moderne, commente la « praxis » aristotélicienne.

## Vocabulaire
- Beau et bien : en Grec ancien, l'expression « beau et bien » (kalos kagathos) revient souvent dans plusieurs textes, notamment ceux d'Aristote ; les deux notions sont intimement liées dans la culture grecque et il faut souvent entendre « bien » derrière « beau » et vice-versa.